# Брансон (Јужна Каролина)
Брансон (енгл. Brunson) град је у америчкој савезној држави Јужна Каролина.

## Демографија
По попису из 2010. године број становника је 554, што је 35 (-5,9%) становника мање него 2000. године.
| Група             | 2000.       | 2010.       |
| Белци             | 326 (55,3%) | 312 (56,3%) |
| Афроамериканци    | 250 (42,4%) | 233 (42,1%) |
| Азијати           | 0 (0,0%)    | 0 (0,0%)    |
| Хиспаноамериканци | 9 (1,5%)    | 5 (0,9%)    |
| Укупно            | 589         | 554         |